# Chili aux Jeux olympiques d'été de 1968
L'équipe de chilienne olympique participe aux Jeux olympiques d'été de 1968 à Mexico. Le pays n'y remporte aucune médaille. L'athlète Rolf Hoppe est le porte-drapeau d'une délégation chilienne comptant 21 sportifs (19 hommes et 2 femmes).